# Tomas Gaidamavičius
Tomas Gaidamavičius (Šiauliai, 19 luglio 1982) è un allenatore di pallacanestro ed ex cestista lituano.